# Tiếng Bayern
Tiếng Bayern còn được gọi là tiếng Đức Bayern, tiếng Áo Bayern hoặc tiếng Áo-Bayern (tiếng Đức: Bairisch [ˈbaɪ̯ʁɪʃ] ⓘ; tiếng Hungary: bajor) là một ngôn ngữ Thượng Đức thuộc nhóm ngôn ngữ Tây German, được nói ở phía đông nam của khu vực tiếng Đức, phần lớn Bayern, hầu khắp Áo và Nam Tirol của Ý, cũng như Samnaun ở Thụy Sĩ. Trước năm 1945, tiếng Bayern cũng phổ biến ở một số vùng miền nam Cộng hòa Séc và miền tây Hungary. Nó tạo thành một cụm phương ngữ và ít nhiều thông hiểu lẫn nhau với các phương ngữ địa phương và khu vực.
Cụm phương ngữ này được phân loại là một ngôn ngữ riêng (riêng biệt và độc lập) theo mã ISO 693-3.

## Lịch sử
Người Bayern là dân tộc được hình thành vào đầu thời trung cổ, với tư cách là dân cư của Công quốc Bayern, tạo thành phần đông nam của vương quốc Đức. Các văn liệu tiếng Đức cổ từ khu vực Bayern được xác định là Altbairisch ("Tiếng Bayern cổ"), thậm chí vào thời kì đầu này, đã có một vài đặc điểm khác biệt phân tách nó với tiếng Alemanni.
Sự phân tách Thượng Đức thành Đông Thượng Đức (Bayern) và Tây Thượng Đức (Alemanni) trở nên rõ ràng hơn trong thời kỳ Thượng Đức trung đại, từ khoảng thế kỷ thứ 12.

## Phân bố và phương ngữ

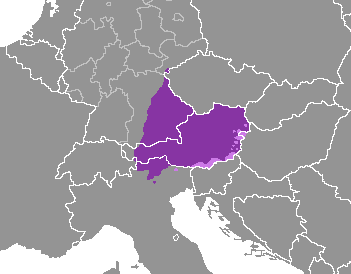
Bản đồ phân bố người nói tiếng Bayern ở châu Âu.

Có ba nhóm phương ngữ tiếng Bayern là:
- Bắc Bayern, chủ yếu được nói ở Thượng Pfalz, nhưng cũng ở các khu vực lân cận (một phần nhỏ của Thượng Franconia (Wuniedel và Bayreuth), Sachsen (miền nam Vogtland), Trung Franconia, Thượng Bayern và Hạ Bayern).
- Trung Bayern dọc theo các con sông chính Isar và Danube, được nói ở Thượng Bayern (bao gồm cả München, nơi có đa số người nói tiếng Đức chuẩn), Hạ Bayern, miền nam Thượng Pfalz, huyện Aichach-Friedberg của Schwaben, mạn bắc của bang Salzburg, Thượng Áo, Hạ Áo, Vienna (xem tiếng Đức Vienna) và Bắc Burgenland.
- Nam Bayern ở Tyrol, Nam Tyrol, Carinthia, Styria và các phần phía nam của Salzburg và Burgenland.

Có sự khác biệt rõ rệt trong ba nhóm này, mà ở Áo thường trùng với ranh giới của bang cụ thể. Ví dụ, mỗi giọng Carinthia, Styria và Tyrol có thể dễ dàng được nhận ra. Ngoài ra, có một sự khác biệt rõ rệt giữa miền đông và miền tây trung Bayern, gần như trùng với biên giới giữa Áo và Bayern. Ngoài ra, phương ngữ Vienna có một số đặc điểm phân biệt nó với tất cả các phương ngữ khác. Ở Vienna, các biến thể nhỏ, nhưng dễ nhận biết, là đặc trưng cho mỗi quận của thành phố.

## Sử dụng

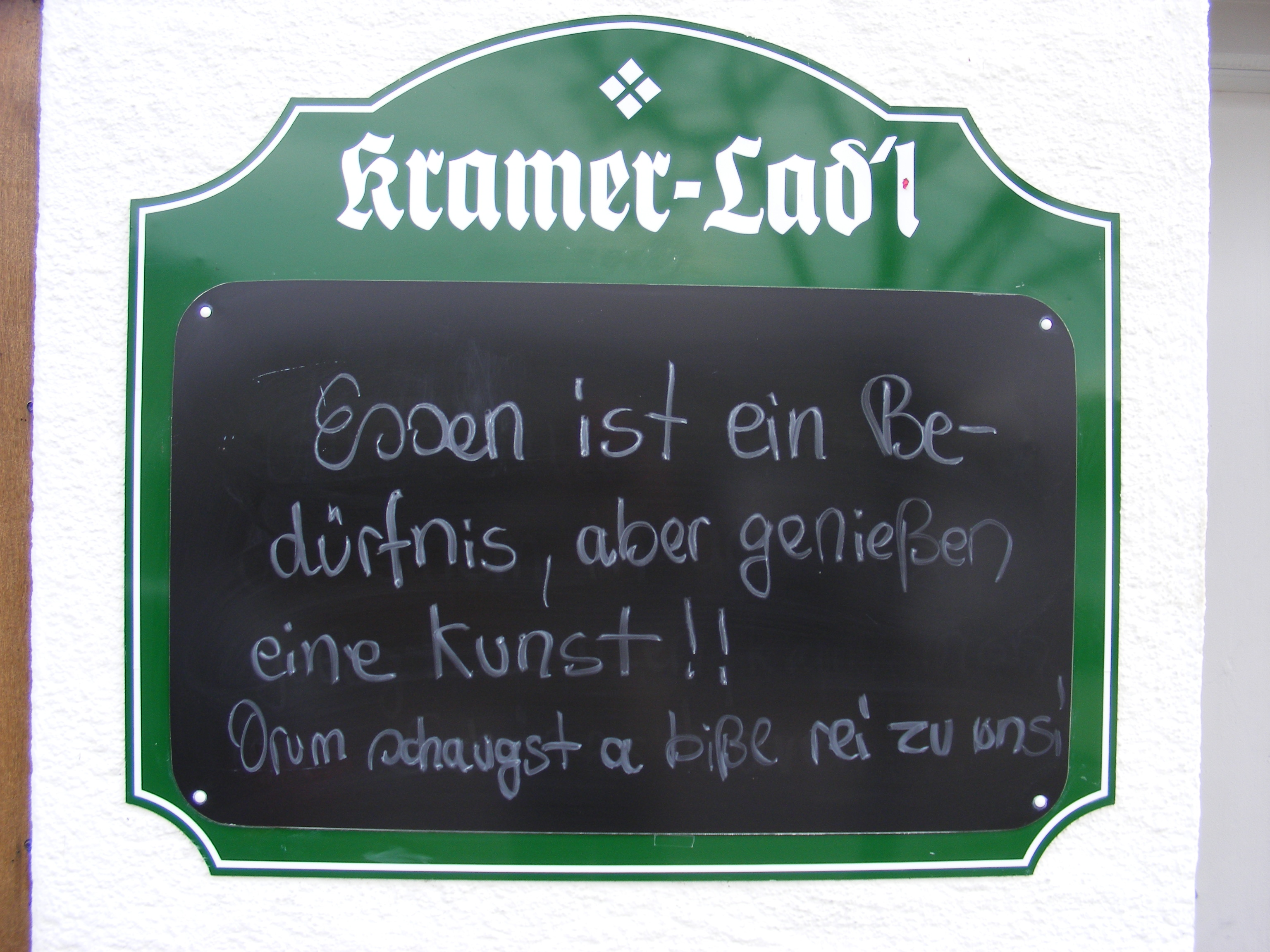
Biển hiệu công cộng kết hợp tiếng Đức chuẩn và tiếng Bayern.

Trái ngược với nhiều phương ngữ tiếng Đức khác, tiếng Bayern đủ khác với tiếng Đức chuẩn để khiến người bản ngữ khó có thể thích nghi với phát âm chuẩn. Tuy nhiên, tất cả những người Bayern và người Áo có học thức đều có thể đọc, viết và hiểu tiếng Đức chuẩn, nhưng có thể có rất ít cơ hội để nói nó, đặc biệt là ở khu vực nông thôn. Ở những vùng đó, việc sử dụng tiếng Đức chuẩn có phần hạn chế: nó chỉ đóng vai trò làm ngôn ngữ viết và trong truyền thông. Do đó, nó thường được gọi là Schriftdeutsch ("tiếng Đức viết") chứ không phải là thuật ngữ thông thường Hochdeutsch ("Tiếng Đức cao địa" hoặc "Tiếng Đức chuẩn").